# Az elveszett világ
Az elveszett világ (eredeti címén angolul The Lost World) 1912-ben megjelent sci-fi regény, melynek szerzője a brit Arthur Conan Doyle. A műben egy világhírű tudós, George Edward Challenger professzor expedíciót indít egy dél-amerikai fennsíkra, ahol állítólag őslények (dinoszauruszok és egyéb kihalt fajok) élnek.

## Történet
|  | Alább a cselekmény részletei következnek! |

Edward Malone, a Gazette című folyóirat egyik riportere érdekes feladatot kap főnökétől, McArdle-től. Rá kell bírnia a hirtelen haragú és hírhedt Challenger professzort, hogy mondja el, mi történt vele két éve, egy Dél-Amerikában tett expedíció során. A professzor először igencsak ellenségesen közeledik az ifjú újságíróhoz, azután engedékenyebbé válik, és elmondja, hogy egy bizonyos Maple White-tal találkozott Dél-Amerika dzsungeleiben. Maple White dinoszauruszokat és egyéb őslényeket látott az erdő mélyén, egy hatalmas, elhatárolt fennsík tetején. Edward kételkedik a professzor épelméjűségében, de miután több bizonyítékot is megszemlélhet (például egy Pterodactylus szárnycsontjait), hinni kezd Challengernek. Legközelebb egy tudományos előadás során találkoznak, mikor Challenger közli céljait a többi tudósnak: újabb expedíciót akar indítani, hogy felfedezze az általa Maple White-földnek elnevezett fennsíkot és annak különleges élővilágát. Edward jelentkezik, hogy elnyerhesse kedvese, Gladys Hungerton kezét. Summerlee professzor és Lord John Roxton is jelentkeznek (ez utóbbi már járt Dél-Amerikában, ahol segített egy rabszolgafelkelés megnyerésében), így végre teljes a csapat.
Edward folyamatosan lejegyzetel mindent, ami az úttal kapcsolatos. Az Amazonas medencéjébe jutnak, az Atlanti-óceánon keresztül. A folyó partján, egy kisvárosban felfogadnak néhány indiánt és félvért, hogy hordárként vegyenek részt az expedícióban. Summerlee professzor és Challenger professzor folytonosan veszekednek, de mikor többhetes vándorlás és evezés után rábukkannak a Maple White-földre, Summerlee hinni kezd kollégájának. Maple White útmutatásai alapján eljutnak az alagúthoz, mely a fennsík gyomrát fúrja át, hogy a tetején bukkanjon ki. Kiderül azonban, hogy valaki berobbantotta az átjárót, nem sokkal később egy sziklát gördítenek az expedíció tagjai felé, a fennsík tetejéről. Kétség sem fér hozzá: egy titokzatos személy bóklászik a dzsungelben és a fennsík környékén, aki Challenger és társai halálát kívánja.
Sikerül ugyan megmászniuk a fennsíkot, de ekkor újabb csapdába esnek. Gomez, az egyik hordár ugyanis súlyos titkot rejteget: ő a testvére annak a férfinak, akit Lord Roxton megölt, mikor először volt Dél-Amerikában a rabszolgafelkeléskor. Gomez lerombolja a hidat, amivel sikerülne továbbmenniük, így csapdába esnek. Az összes indián elmenekül, hátrahagyva őket a sötét és veszedelmes dzsungelben, kivéve Zambót.
Úgy döntenek, hogy felfedezik ezt az elveszett világot. Így talán kijáratot tudnának találni a fennsíkról. Roxton egy különös kék anyagra lel. Nem sokkal később egy mocsárhoz érnek, ahol pterodactylusok egész hada támadja meg őket, s a kaland kis híján az életükbe kerül. Most már mindenki hisz Challenger professzornak. Ezután többször is találkoznak dinoszauruszokkal, például egy iguanodonnal és egy allosaurusszal is. A java azonban még hátra van: a két tudóst és Lord Roxtont elkapják egy félig emberi, félig majom faj képviselői. A vadásznak sikerül megmenekülnie. Találnak egy falut, melyben igazi emberek élnek, hasonlóak az indiánokhoz. Roxton és Melone kideríti, hogy már régóta dúl a harc az emberek és az ősemberek közt.
Sietve az ősemberek falujába mennek, ahol kiszabadítják a két tudóst és még néhány embert, akiket szintén elfogtak. Végre véget ér a harc. Az expedíció egy ideig az emberek táborában éldegél, akik nem akarják elengedni őket, mert látták, mire képesek fegyvereik. Végül megtalálják megmenekülésük útját: rálelnek egy alagútra, ami annak a folytatása, amit ott kellett hagyniuk még útjuk elején. Kirobbantják az akadályt, így végre véget ér expedíciójuk.
Miután visszatérnek Angliába, egy vacsorán elmondják, mik a terveik a jövőben. Roxton egy új expedíciót akar indítani, hogy még jobban felfedezhessék az elveszett világot, mégpedig a következő okból: a kék anyag, amelyet találtak, 200 000 font értékű gyémántot foglal magábaa. Gyanítják, hogy még több drágakő található a fennsíkon. Challenger egy múzeumot nyit, Summerlee tovább tanulmányozza a kövületeket. Edward visszatérne kedveséhez, Gladyshez, azonban kiderül, hogy a lány időközben hozzáment egy hivatalnokhoz. A fiatal újságíró bánatában jelentkezik Roxton új expedíciójának tagjai közé...
|  | Itt a vége a cselekmény részletezésének! |

## Főszereplők
- George E. Challenger professzor
- Edward D. Malone
- McArdle
- Summerlee professzor
- Lord John Roxton
- Gomez
- Zambo
- Gladys Hungerton

## Állatok
A könyvben előforduló állatfajok a következők:

### Dinoszauruszok
- Iguanodon
- Stegosaurus
- Allosaurus

### Egyéb ősi hüllők
- Plesiosaurus
- Ichthyosaurus
- Pterodactylus/Dimorphodon

### Ősi emlősök
- Toxodon
- Megaloceros
- Glyptodon

### Ősi madarak
- Phorusrhacos

### Egyéb állatok
- Jaracara
- Agouti
- Tapír

## Magyarul
- Az elveszett világ; ford. Szentmiklósi Tamás; Ciceró, Bp., 1996
- Az elveszett világ és más elbeszélések; vál., ford. Cserna György; Opus, Pécs, 2007 (Irodalmi szalon)

## Filmfeldolgozások
Az alkotást többször megfilmesítették, először 1925-ben (ez volt az első film, melyben dinoszauruszok szerepeltek), még sorozat is készült belőle. A leghíresebb feldolgozás 2001-ben készült, a BBC finanszírozásában.